# Embrace (banda americana)
Embrace foi uma banda de rock de Washington, D.C., Estados Unidos. Durou desde o verão de 1985 até primavera de 1986. Foi uma das primeiras bandas a ser apelidada na imprensa como "emotional hardcore", embora seus membros tenham rejeitado este rótulo desde a sua criação.

## História
A banda incluiu Ian MacKaye do Minor Threat e três ex-integrantes da banda de seu irmão de Alec, The Faith: O guitarrista Michael Hampton, o baterista Ivor Hanson, o baixista e Chris Bald. Hampton e Hanson também haviam tocado anteriormente em conjunto no S.O.A.. A única gravação liberada pelo quarteto foi seu auto-intitulado álbum  Embrace.

## Discografia
- Embrace (1986, Dischord Records)